# Nicolaas de Jong
Nicolaas Pieter de Jong (Huizen, 25 de marzo de 1942) es un deportista neerlandés que compitió en vela en la clase Flying Dutchman. Ganó una medalla de bronce en el Campeonato Europeo de Flying Dutchman de 1968.

## Palmarés internacional
| Campeonato Europeo | Campeonato Europeo     | Campeonato Europeo | Campeonato Europeo |
| Año                | Lugar                  | Medalla            | Clase              |
| ------------------ | ---------------------- | ------------------ | ------------------ |
| 1968               | Balatonfüred (Hungría) | Medalla de bronce  | Flying Dutchman    |